# Idalus borealis
Idalus borealis là một loài bướm đêm thuộc phân họ Arctiinae, họ Erebidae.